# عملية الذئب (لعبة فيديو)
عملية الذئب (بالإنجليزية: Operation Wolf) (باليابانية: オペレーションウルフ) ، هي لعبة إلكترونية من نوع لعبة التصويب، وتهدف اللعبة لتحرير الرهائن من أيدي الخاطفين عن طريق لعبة التصويب وقتل الخصوم.

## وصلة خارجية
- عملية الذئب على موقع IMDb (الإنجليزية)

- عملية الذئب (لعبة فيديو) على موقع القائمة القاتلة لألعاب الفيديو
- عملية الذئب على موبي غيمز
- عملية الذئب في موقع World of Spectrum
- Operation Wolf (video game) on the Amiga at The Hall of Light (HOL)